# Nyamunyonga
Nyamunyonga är ett vattendrag i Burundi.   Det ligger i provinsen Rutana, i den centrala delen av landet, 90 km sydost om huvudstaden Bujumbura.
I omgivningarna runt Nyamunyonga växer huvudsakligen savannskog. Runt Nyamunyonga är det ganska tätbefolkat, med 207 invånare per kvadratkilometer.